# سری زاده مه
مه زاد یا زادۀ مه (به انگلیسی: Mistborn) یک سری رمان خیال‌پردازی حماسی به قلم نویسندهٔ آمریکایی برندن سندرسون، که توسط انتشارات تور بوکز منتشر شده‌است. اولین کتاب این سری با نام زاده مه: آخرین امپراطوری که بیشتر با همان نام کوتاه شده زاده مه شناخته می‌شود، دومین عنوان به نام زاده مه: چشمه معراج و سومین رمان زاده مه: قهرمان اعصار نام داشت که به ترتیب در بین سال‌های ۲۰۰۶ تا ۲۰۰۸ منتشر شده‌اند. یک مجموعه دیگر نیز از این سری در حال نوشته شدن است که جلد اول آن با نام زاده مه: عیار قانون در ۸ نوامبر ۲۰۱۱ منتشر شده‌است، که رخدادهای آن ۳۰۰ سال پس از داستان سه‌گانه رمان اصلی روی می‌دهد. دنبالهٔ این سری شامل سایه خویشتن، منتشر شده در ۶ اکتبر ۲۰۱۵؛ گروه‌های بامداد، منتشر شده در ۲۶ ژانویه ۲۰۱۶؛ و لاست متال که قرار است در سال‌های آتی توسط سندرسون نوشته و منتشر شود.
داستان زاده مه ترکیبی از سبک‌های خیال‌پردازی و حماسی است که بر روی توطئه‌های سیاسی و صحنه‌های اکشن قوی تأکید دارد.